# Julus tarascus
Julus tarascus är en mångfotingart som beskrevs av Henri Saussure 1860. Julus tarascus ingår i släktet Julus och familjen kejsardubbelfotingar. Inga underarter finns listade i Catalogue of Life.